# Phare de Horsburgh
Le phare de Horsburgh est un phare actif qui marque l'entrée orientale du détroit de Singapour. Il est situé sur l'île de Pedra Branca.

## Géographie
Le phare est construit sur un affleurement rocheux qui, pendant des siècles, a été identifié sur les cartes comme Pedra Branca (« rocher blanc » en portugais ). Il est établi par John Turnbull Thomson (1821-1884), un géomètre du gouvernement. En présence du gouverneur William John Butterworth et d'autres dignitaires, la première pierre du phare est posée le 24 mai 1850 et le phare est achevé en 1851. Le phare est également connu sous le nom de phare de Pedra Branca.
La souveraineté de Pedra Branca a été contestée entre la Malaisie et Singapour jusqu'en 2008. Le 23 mai 2008, la Cour internationale de justice a attribué l'île à Singapour.

## Histoire
Le phare de Horsburgh doit son nom au capitaine James Horsburgh, un hydrographe écossais de la Compagnie des Indes orientales, qui a cartographié de nombreuses voies maritimes autour de Singapour à la fin du XVIIIe et au début du XIXe siècle.
Sur le mur d'une salle du sixième étage du phare est un panneau portant l'inscription suivante : 
| Pharos Ego Cui nomen praebuit Horsburgh Hydrographus In maribus Indo Sinicis praeter omnes praeclarus Angliae Mercatorum nisi imprimis indole Ex imperii opibus Anglo Indici denique constructa Saluti nautarum insignis viri memoriae Consule A. D. MDCCCLI W. J. Butterworth, C. B., Prov: Malacc. Praef. |
| 1851 après J.-C. Le phare de Horsburgh est érigé par l'entreprise britannique des marchands britanniques et par l'aide libérale de la Compagnie des Indes orientales, pour réduire les dangers de la navigation et également pour rester, aussi longtemps qu'il durera, sur la scène de ses travaux utiles, La Mémoire du Grand Hydrographe dont il porte le nom. Colonel WJ Butterworth, CB , gouverneur du détroit de Malacca. JT Thomson, architecte. |